# 加泰罗尼亚语
加泰罗尼亚语（Català；國際音標：[kətəˈla]加泰隆尼亞語發音：[kataˈla]），又譯為加泰蘭語、加泰隆語，是屬於印欧语系罗曼语族的語言，使用人口約1000万，主要分布於加泰罗尼亚、瓦倫西亞自治區、巴利阿里群岛、阿拉貢、魯西永、安道尔以及薩丁尼亞島西岸的阿尔盖罗，其中大部分在加泰罗尼亚。在瓦倫西亞自治區又称為「巴伦西亚语」（Valencià）。
以加泰罗尼亚语为官方语言的国家僅有安道尔，但在加泰罗尼亚、巴伦西亚、巴利阿里群岛等西班牙自治區也具备官方语言的地位。

## 地理分布
估計使用加泰隆尼亞語的人數介於四百萬至一千兩百萬。
加泰罗尼亚语在以下地区使用：
- 加泰隆尼亞,人口超过770万，为其官方语言之一，超过75%的人使用。
- 巴倫西亞，人口505万，當地稱為巴倫西亞語，被认为是加语的一种变体，在语音方面与标准加语有明显区别。根据2001年的一份报告显示加语总使用人口为720万，能理解这门语言的则有980万。而巴伦西亚方言的使用者占了总数27%。[8]

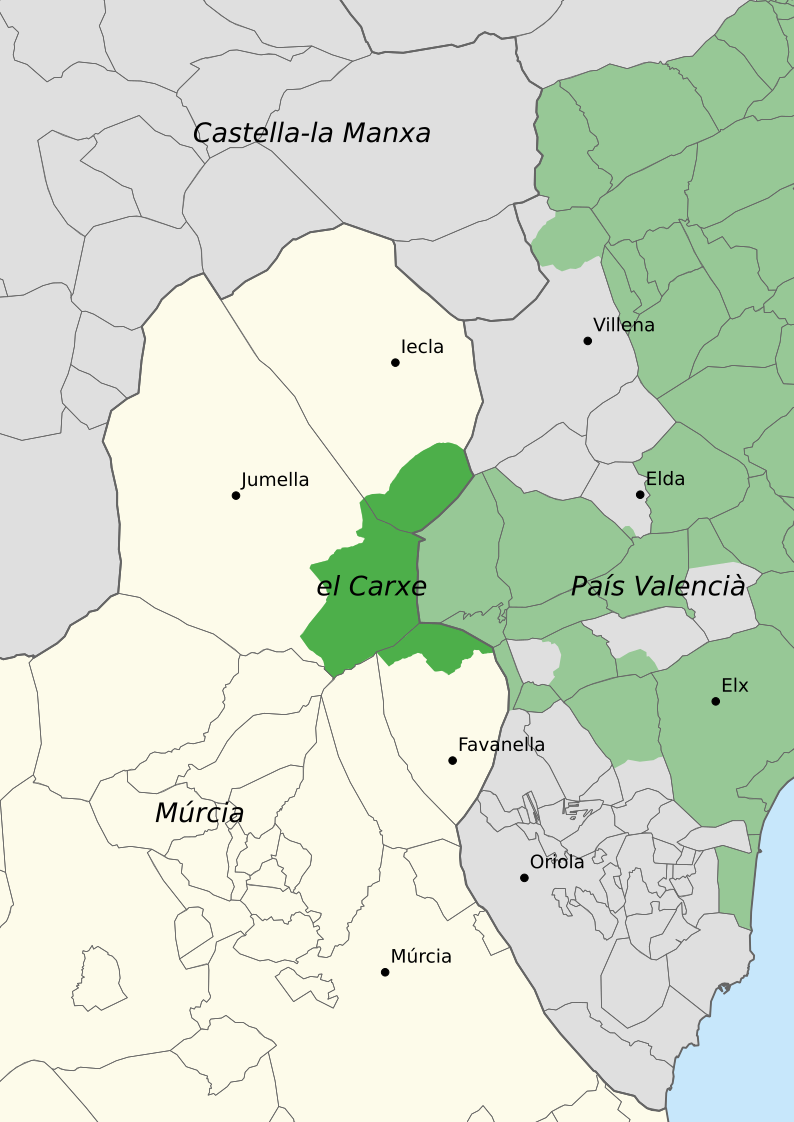
绿色部分即为卡尔切

- 绿色部分即为卡尔切西班牙穆爾西亞的卡尔切（英语：El Carxe），是穆尔西亚的一个人烟稀少的山区，人口677人。
- 西班牙的巴利阿里群岛，人口大约120万，该地方言与标准加语不同，2003年时，74.6%的居民使用，而有超过90%的居民可以理解。
- 黄色部分即为西部地带鄰近西班牙阿拉貢的西部地带，特別是接近里瓦戈尔萨（英语：Ribagorça）、利特拉、下辛卡及马塔拉尼亚，它们属于阿拉贡的一部分，整个阿拉贡有5.5万人使用加语。
- 安道爾，该国人口有7.7万左右
- 法國的北加泰罗尼亚，或东比利牛斯省，该省总人口48万，大约三分之一的人能讲这门语言
- 位於義大利薩丁島的城市阿尔盖罗，通用加语的一种变体，人口4.5万
- 根据以上方式统计，加语的使用人口大约983万人

最初根據「共同的遺產」，所有這些地方被非正式地稱呼為加泰隆尼亞語地區（Països Catalans）。

### 官方地位
加泰罗尼亚语是安道爾的官方語言。它也是西班牙的加泰隆尼亞、巴伦西亚、巴利阿里群岛的官方语言之一。虽然阿拉贡人也使用加泰罗尼亚语，但是它不是阿拉贡地区的官方语言。在1990年以后，加泰罗尼亚语在阿拉贡地区取得了一些法律上的承认。在其他有人说加泰罗尼亚语的地区，加泰罗尼亚语均非官方語言。

### 使用加泰隆尼亚語的人數

#### 以加泰隆尼亚语为官方语言的地区
| 地區                  | 能夠明白的 | 能讲的    |
| 加泰罗尼亚            | 5,837,874  | 4,602,611 |
| 巴伦西亚 (西班牙)     | 3,512,236  | 1,972,922 |
| 巴利阿里群岛 (西班牙) | 733,466    | 504,349   |
| 安道尔                | 62,381     | 49,519    |
| 总数                  | 10,145,957 | 7,129,401 |

#### 其他地区
| 地區                              | 能夠明白的 | 能讲的  |
| 阿爾蓋羅 (意大利撒丁島)           | 20,000     | 17,625  |
| 东比利牛斯省/北加泰罗尼亚         | 203,121    | 125,622 |

黄色部分即为西部地带

| 西班牙阿拉貢的La Franja de Ponent | 47,250     | 45,000  |
| El Carxe                          | 無資料     | 無資料  |
| 世界其他地方                      | 無資料     | 350,000 |
| 总数                              | 270,371    | 538,247 |

#### 世界
| 地區                    | 能夠明白的 | 能讲的    |
| 加泰隆尼亞語地區 (欧洲) | 10,416,328 | 7,317,648 |
| 世界其他地方            | 無資料     | 350,000   |
| 总数                    | 10,416,328 | 7,667,648 |

Notes:能夠了解加泰罗尼亚语的人數已經包括了能說加泰罗尼亚語的人數。
Sources: 卡塔龍尼亞:
來自加泰隆尼亞自治政府統計學院的2001年人口統計資料（页面存档备份，存于）. 瓦倫西亞土地：2001年人口統計資料. 巴利阿里群島 : Statistical data from 2001 census, from Institut Balear d'Estadística, Govern de les Illes Balears （页面存档备份，存于）. 北加泰隆尼亞: Media Pluriel Survey commissioned by Prefecture of Languedoc-Roussillon Region done in October 1997 and published in January 1998 . 安道尔:
Sociolinguistic data from Andorran Government, 1999 （页面存档备份，存于）. 亞拉貢: Sociolinguistic data from Euromosaic （页面存档备份，存于）. 阿爾蓋羅: Sociolinguistic data from Euromosaic （页面存档备份，存于）. 世界其他地方: Estimate for 1999 by the Federació d'Entitats Catalanes outside the Catalan Countries.

## 方言

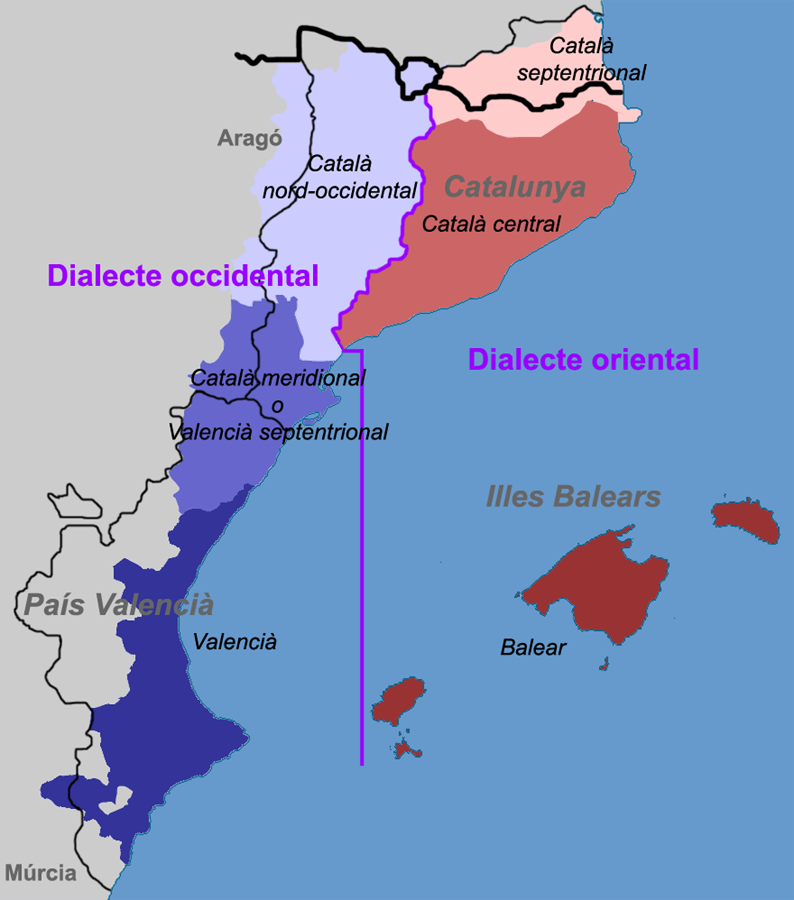
加泰隆尼亞語的分佈

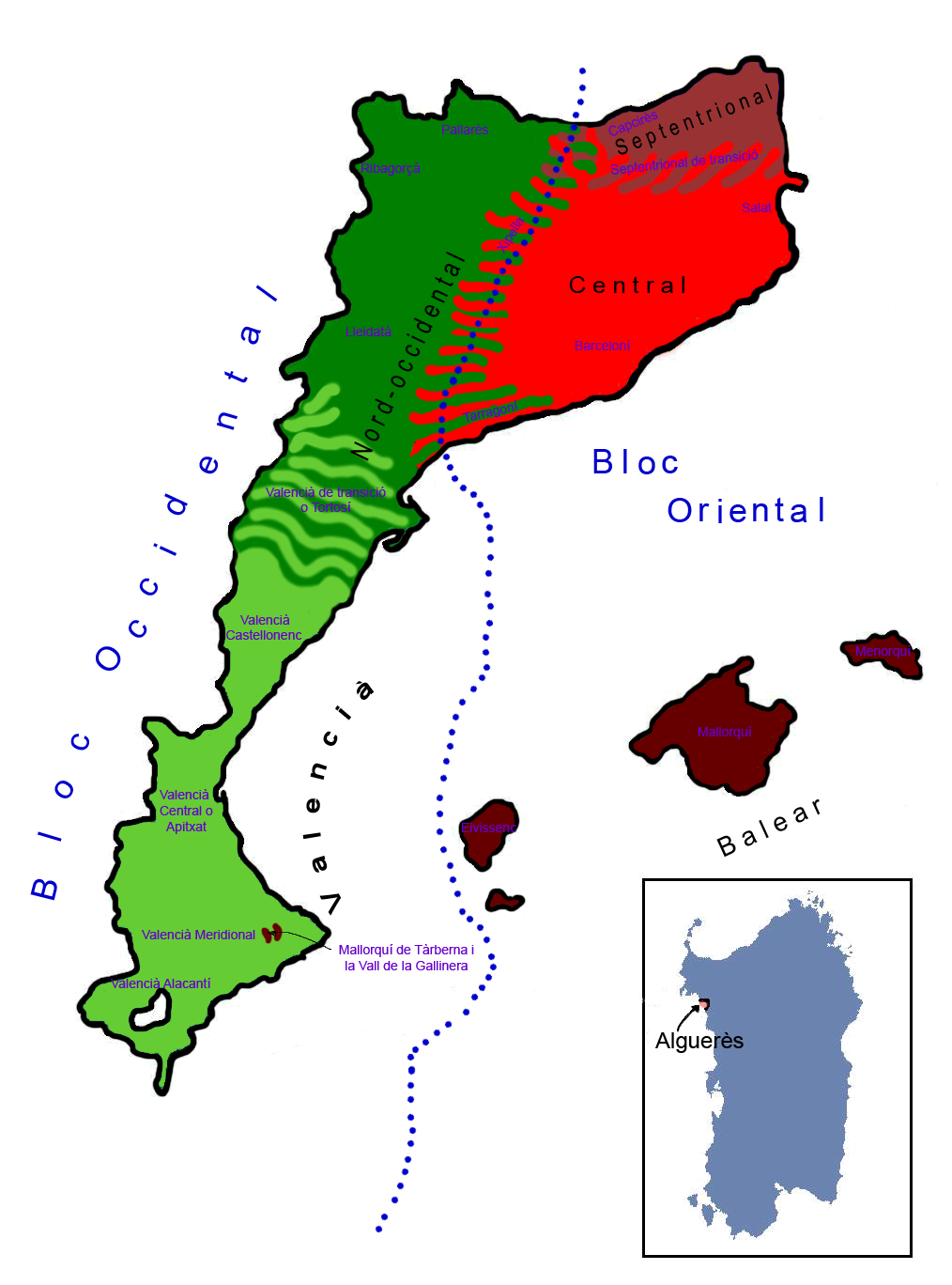
加泰隆尼亞語方言地圖

1861年，Manuel Milà i Fontanals建議把加泰隆尼亞語方言分為兩部份：東部方言和西部方言。东部方言包括北加泰罗尼亚（法国境内），加泰罗尼亚的东部方言和巴利阿里群岛及阿尔盖罗的方言；西部加泰罗尼亚和巴伦西亚的方言则属于西部方言，阿拉贡的边界地区使用的也归划于这部分。
因為在兩個以地理劃分的方言區（除了因島嶼所產生的方言區外）之間存在方言過渡區域，所以沒有清晰的語言學疆界。但各个方言之间基本可以互相理解，除了少部分的阿尔盖罗方言中存在一些例外。
兩個方言區的主要分別：
- 西加泰隆尼亞 (Bloc o Branca del Català Occidental):
  - 非強調元音: /a, e, i, o, u/。主要區別存在於e、a、o和u之間。
  - 特殊詞彙：espill, xiquet, granera, melic...
- 東加泰隆尼亞 (Bloc o Branca del Català Oriental):
  - 非強調元音/ə, i, u/. 非強調元音e和a變成/ə/，o和u變成/u/。
  - 特殊詞彙：mirall, noi, escombra, llombrígol...

再者，沒有方言是完全同質的。任意方言可以再被劃分為幾個亞方言。加泰隆尼亞語可以被分為兩個大的方言區：
| 西加泰隆尼亞 - 西北加泰隆尼亞（綠色） - Ribagorçà (from Ribagorça, a region of Catalonia) - Pallarès (from Pallars) - Lleidatà (from Lleida province) - 南加泰隆尼亞或北加泰隆尼亞 - Tortosí (from Tortosa) - Catalan from Matarranya - Vinarossenc (from Vinaròs) - Valencian from Maestrat (a region of Valencia) - 瓦倫西亞（藍綠色） - Castellonenc (from region of Plana) - Apitxat, or Central Valencian - 南瓦倫西亞 - Majorcan from Tàrbena and la Vall de Gallinera Valencian municipalities | 東加泰隆尼亞 - 北加泰隆尼亞, or rossellonès, from Roussillon.（藍色） - 加泰隆尼亞中部（淺藍色） - Salat from the Costa Brava* - Barcelonès - Tarragonès - Xipella - 巴利阿里群島（淺綠色） - Mallorquí - Menorquí - Eivissenc from Ibiza (加泰罗尼亚語：Eivissa) - Alguerès, 義大利城市阿爾蓋羅(加泰罗尼亚語：Alguer) |

## 语音与文字
加语字母表是由拉丁字母组成，使用了全部26个字母和10个加了附加符号的变体。下表灰色底的为变音字母。
| 加泰罗尼亚语字母 | 加泰罗尼亚语字母 | 加泰罗尼亚语字母 | 加泰罗尼亚语字母 | 加泰罗尼亚语字母 | 加泰罗尼亚语字母 | 加泰罗尼亚语字母 | 加泰罗尼亚语字母 | 加泰罗尼亚语字母 | 加泰罗尼亚语字母 | 加泰罗尼亚语字母 | 加泰罗尼亚语字母 | 加泰罗尼亚语字母 | 加泰罗尼亚语字母 | 加泰罗尼亚语字母 | 加泰罗尼亚语字母 | 加泰罗尼亚语字母 | 加泰罗尼亚语字母 | 加泰罗尼亚语字母 | 加泰罗尼亚语字母 | 加泰罗尼亚语字母 | 加泰罗尼亚语字母 | 加泰罗尼亚语字母 | 加泰罗尼亚语字母 | 加泰罗尼亚语字母 | 加泰罗尼亚语字母 | 加泰罗尼亚语字母 | 加泰罗尼亚语字母 | 加泰罗尼亚语字母 | 加泰罗尼亚语字母 |
| ---------------- | ---------------- | ---------------- | ---------------- | ---------------- | ---------------- | ---------------- | ---------------- | ---------------- | ---------------- | ---------------- | ---------------- | ---------------- | ---------------- | ---------------- | ---------------- | ---------------- | ---------------- | ---------------- | ---------------- | ---------------- | ---------------- | ---------------- | ---------------- | ---------------- | ---------------- | ---------------- | ---------------- | ---------------- | ---------------- |
| A                | a                | (À               | à)               | B                | b                | C                | c                | (Ç               | ç)               | D                | d                | E                | e                | (É               | é)               | (È               | è)               | F                | f                | G                | g                | H                | h                | I                | i                | (Í               | í)               | (Ï               | ï)               |
| J                | j                | K                | k                | L                | l                | M                | m                | N                | n                | O                | o                | (Ó               | ó)               | (Ò               | ò)               | P                | p                | Q                | q                | R                | r                | S                | s                | T                | t                | U                | u                | (Ú               | ú)               |
| (Ü               | ü)               | V                | v                | W                | w                | X                | x                | Y                | y                | Z                | z                |                  |                  |                  |                  |                  |                  |                  |                  |                  |                  |                  |                  |                  |                  |                  |                  |                  |                  |

## 历史
加泰隆尼亞語在庇里牛斯山東部的兩側（Rosselló、Empuries、Besalú、Cerdagne、Urgell、Pallars、Ribagorça等地）於第九世紀的時候從通俗拉丁語演變而來。它與高盧羅曼諸語及伊比利羅曼諸語有許多共同的特徵。可以說，剛開始的時候它只是奧克西坦語中比較特殊的方言而已。已知的最早用加泰罗尼亚语写成的文本是12世纪的Homilies d'Organyà。加泰隆尼亞語經由西班牙的國土光復運動向南方傳播，在不同的階段中傳到了巴賽羅納與塔拉戈纳、Lleida與Tortosa、古代的瓦倫西亞王國、巴里亞利群島以及薩丁尼亞島的l'Alguer（或稱Alghero）。
13世纪，在加泰罗尼亚和阿拉贡侵略者的影响下，传播到当时新成立的瓦倫西亞王國、巴里亞利群島。在这一时期，大多数巴利亚里的穆斯林被驱逐，但许多乡村地区的农民则幸免于难。同时期内，也传播到了今天的巴伦西亚。加泰罗尼亚语在15世纪末时已传遍了今天所有的加泰罗尼亚语地区。
在公元13至15世纪时，加泰隆尼亞語在地中海地区是一种较为重要的语言。巴塞罗那是阿拉贡帝国是一个较重要的港口。那一时代的散文家将他们的共同语称为“Catalan”（如加泰罗尼亚的拉蒙·蒙塔内尔，马略卡的拉蒙·柳利等）。15世纪时，巴伦西亚成为了当时阿拉贡王国的社会文化的中心，而加泰罗尼亚语成为了当时通行整个地中海世界的语言。
16世纪时，巴伦西亚的精英阶层开始讲卡斯蒂利亚语，从巴伦西亚市的书籍出版中可见一斑。世纪初时拉丁语与巴伦西亚语是出版社的主要用语，但至世纪末时，西班牙语取而代之。当然，在乡村以及城市的工人阶级中方言得以保存。
在19世纪上半叶，加泰罗尼亚语和巴伦西亚语在城市精英阶层中经历了一次大复兴，这得益于Renaixença这一浪漫主义文化复兴运动。
佛朗哥执政时期，加泰罗尼亚语的使用同巴斯克语、加利西亚语一度被禁止。1975年佛朗哥去世民主复兴后，禁令解除。加泰罗尼亚语现在用于政治、教育和媒体（包括报纸和电视频道）。

## 實例
一些常見的加泰罗尼亚语片語（中部方言-巴塞隆納發音）:
- 加泰隆尼亞語: Català /kətəˈlɑ/
- 你好：hola /ˈɔlə/
- 再見：adéu /əˈðɛw/ (sing.); adéu siau /əˈðɛw siˈaw/ (pl.)
- 請： si us plau /sisˈplɑw/
- 謝謝：gràcies /ˈgrɑsiəs/; mercès /mərˈsɛs/
- 對不起：perdó /pərˈðo/
- 那個： aquest /əˈkɛt/ (masc.); aquesta /əˈkɛstə/ (fem.)
- 多少錢？：quant val? /ˈkwɑmˈbɑl/; quant és? /ˈkwɑnˈtes/
- 是：sí /ˈsi/
- 不是：no /ˈno/
- 我不明白：No ho entenc /ˈno wənˈteŋ/
- 洗手间在哪？：on és el bany? /ˈonˈezəlˈβaɲ/; on és el lavabo? /ˈonˈezəlˈləˈβɑβu/
- 干杯！: salut! /səˈlut/;
- 你會說英語嗎？：Que parla l'anglès? /kə ˈparlə lənˈglɛs/
- 你會說加泰隆尼亞語嗎？：Que parla el català? /kə ˈparləl kətəˈlɑ/

## 学习加泰罗尼亚语
- Digui, digui... Curs de català per a estrangers. A Catalan Handbook. — Alan Yates and Toni Ibarz. — Generalitat de Catalunya. Departament de Cultura, 1993. -- ISBN 84-393-2579-7.
- Teach Yourself Catalan. — McGraw-Hill, 1993. — ISBN 0-8442-3755-8.
- Colloquial Catalan. — Toni Ibarz and Alexander Ibarz. — Routledge, 2005. — ISBN 0-415-23412-3.

很多歐洲及美國的大學開辦加泰罗尼亚语課程。

### 学院
- Institut d'Estudis Catalans
- Acadèmia Valenciana de la Llengua（页面存档备份，存于）

### 关于加泰罗尼亚语
- Ethnologue report for Catalan（页面存档备份，存于）
- Catalan 101（页面存档备份，存于） Learn Catalan online
- Catalan resources in the Web（页面存档备份，存于）
- GRAMÀTICA CATALANA（页面存档备份，存于） A Catalan grammar

### 词典和短语书
- Catalan English Dictionaryfrom - the Rosetta Edition
- Diccionari Català de l'IEC
- Online Catalan dictionary（页面存档备份，存于） from Enciclopèdia Catalana
- Diccionari Català-Valencià-Balear. In Catalan, published by the Institut d'Estudis Catalans and Editorial Moll.
- Diccionari Invers de la Llengua Catalana（页面存档备份，存于）
- DACCO（页面存档备份，存于）. Open source English-Catalan / Catalan-English dictionary project.
- WikiVoyage Catalan phrasebook（页面存档备份，存于）
- Learn Catalan!. An introduction for the Catalonia-bound traveler.

### 加语媒体
- Televisió de Catalunya（页面存档备份，存于）
- Diari Avui（页面存档备份，存于） — Catalan-language daily newspaper
- Diari El Punt（页面存档备份，存于） — Catalan-language daily newspaper
- VilaWeb（页面存档备份，存于） The main Catalan online newspaper
- Català Viquillibres (加语维基丛书)

### 加语网上百科
- Enciclopèdia Catalana (in Catalan)